# Hünerbach (Kelberg)
Hünerbach ist ein Ortsbezirk der Ortsgemeinde Kelberg im Landkreis Vulkaneifel in Rheinland-Pfalz.

## Geographische Lage
Hünerbach liegt auf den Höhen der Eifel östlich des Hauptorts. Durch Hünerbach verläuft die Bundesstraße 410.
Zum Ortsteil gehört der Wohnplatz Schildwacht.

## Geschichte
Hünerbach erhielt seinen Ortsnamen durch seine Lage „hinter“ dem Trierbach. Dieser bildete hier die Grenze zwischen Kurtrier und Kurköln, nur Hünerbach gehörte als einziges Dorf östlich des Trierbachs zu Kurtrier. Der Ortsbereich ist von zwei Quellzweigen des kurzen Hünerbachs eingefasst, der am Ostrand von Kelberg in den Trierbach mündet.
Im 16. Jahrhundert wird Hünerbach mit sieben Feuerstellen erwähnt. Im Jahr 1688 erhielt der Ort eine Kapelle, diese wurde 1925/26 durch einen Neubau ersetzt. Im Jahr 1817 hatte Hünerbach 60 Einwohner, im Jahr 1840 70 Einwohner. Am 1. Januar 1970 wurde die bis dahin selbstständige Ortsgemeinde Hünerbach in die Ortsgemeinde Kelberg eingemeindet.

## Politik
Der Ortsteil Hünerbach ist gemäß Hauptsatzung einer von vier Ortsbezirken der Ortsgemeinde Kelberg. Auf die Bildung eines Ortsbeirats wurde verzichtet, die politische Vertretung erfolgt durch einen Ortsvorsteher.
Hendrik Kebben wurde am 25. Januar 2022 Ortsvorsteher von Hünerbach. Bei der Direktwahl am 16. Januar 2022 war er mit einem Stimmenanteil von 89,2 % gewählt worden.
Kebbens Vorgänger waren Hermann Reimer, der das Amt am 17. April 2012 übernommen und es mit Wirkung zum 30. September 2021 niedergelegt hatte, sowie zuvor Erich Bouhs, der zwölf Jahre als Ortsbeauftragter bzw. Ortsvorsteher von Hünerbach tätig war.